# Chabichou du Poitou
El chabichou du Poitou és un formatge de pasta tova amb pell florida francès elaborat amb llet de cabra a la regió de Poitou-Charentes, departament de Vienne. Es beneficia d'una AOC des de 1990 i una DOP a nivell europeu pel Reglament de la Comissió n.º 1107/96. França no va sol·licitar la protecció del nom «chabichou». La zona de producció de l'AOC es limita a una regió al sud de l'Alt Poitou: el sud de Vienne, Deux-Sèvres i el nord de Charente.

## Història
La regió de Poitou és la més destacada en la ramaderia de cabres francesa. Es considera que, quan els musulmans van ser derrotats en la batalla de Poitiers (732), en van quedar alguns a la regió, que van introduir la ramaderia de la cabra. El paisatge era apropiat perquè pastés l'anomenada "vaca de l'home pobre", ja que les pastures eren excel·lents. No obstant això, la domesticació de la cabra en aquesta regió se suposa que data de la colonització romana, i s'estén fins a l'actualitat. Tota aquesta regió produeix molts formatges de cabra, entre els quals es troba el chabichou. És un formatge tradicional, de granja. El seu nom prové de la paraula cabécou (cabrit), que al seu torn es considera deriva de la paraula àrab chebli (cabra).
El chabichou apareix ja esmentat a la Guide du voyageur a Poitiers (1782), de Charles de Cherge. El 1910 li va dedicar un sonet Émile Bergerat i el 1914 va ser tema d'una cançó. Quan la producció regional de vi va disminuir a finals del segle xix a causa de la plaga de fil·loxera, es va incrementar la producció de chabichou; la producció va pujar de nou amb el desenvolupament de cooperatives (1906 a Bougon). Va obtenir el reconeixement com AOC el 1990, i ha d'etiquetar-se mostrant el logotip i acrònim INAO amb la frase "Appellation d'Origine".

## Elaboració
Es fabrica amb llet no pasteuritzada de cabra. El quall no es premsa ni es cou. Madura al llarg d'un període que va des dels 10 als 20 dies. La producció el 1998 va ser de 397 tones, (+50,4% des de 1996) del que el 67% va ser de llet crua (8% en granja).

## Característiques
És un formatge amb un 45% de matèria grassa. Té forma d'un petit con truncat, al qual anomenen "bonde", d'uns 6 centímetres d'alt i un pes mitjà de 150 grams. La crosta és fina i està recoberta de floridura blavosa amb tocs de color marró vermellós. La pasta és molt blanca, de textura ferma i cremosa, flexible al paladar; amb el pas del temps es va endurint i tornant trencadissa. Emana un distintiu olor caprino. El seu sabor és més aviat suau, untuós i fins i tot cremós.
El seu període de degustació òptima és d'abril a agost, després d'una maduració de 10 a 20 dies, però és excel·lent també de març a desembre. Si apareix fosc i enfonsat, és que està passat. Aquest chèvre (formatge de cabra francès) es pren com a part d'una taula de formatges. Marida bé amb un vi blanc i particularment amb els vins de la zona, incloent vi de cep sauvignon, que té un gust silvestre i típic. Un chabichou més madur potser marida millor amb un vi negre, un apéritif o una mistela Pineau des Charentes (AOC de Charente-Maritime i de Charente). Altres maridatges: Sancerre (AOC de Val-de-Loire), Menetou-Salon (AOC de Val-de-Loire) o un blanc també de Val-de-Loire com el Pouilly-Fumé, produït a partir d'un cep sauvignon.